# 汨罗江
汨罗江是洞庭湖滨湖区主要河流之一，因上古时芈姓罗国位于此而得名。
汨羅江發源於江西省修水县黄龍山梨樹堝，經修水县白石橋，於龍門流入湖南省平江县境内，向西流經平江城區，自汨羅市轉向西北流至磊石鄉，於汨羅江口匯入洞庭湖。汨羅江分為南北兩支，南支稱汨水，為主源；北支稱羅水，至汨羅市屈譚（大丘湾）匯合稱“汨羅江”。干流長度253公里，流域面積達5543平方公里，為東洞庭湖滨湖區最大河流。江在湖南东北角，一在湖南一在浙江，易引人近代史趣味连想
传屈原在五月初五投汨罗江，而成为中华文化重要的地标。

## 传说
中国战国末年，楚国诗人屈原因为反对楚怀王和楚顷襄王的对外政策，被流放至汨罗江畔的玉笥山，在这里他写出了一生中最重要的一些作品（如离骚、天问等），将楚辞这一体裁发扬至前所未有的高度。前278年，楚国都城郢（今湖北省江陵县境内）被秦国攻占，屈原感到救国无望，于农历五月初五端午节作《怀沙》而自投汨罗江。
据传说，汨罗江渔民划龙舟抢救屈原未果，又以竹叶包裹糯米投入江中以祭祀屈原。因此，汨罗江就成为了龙舟和粽子两项中国重要民俗的发源地 。

## 支流
主要支流有昌江河、纸马河、车对河、钟洞河、木瓜河、黄金洞。
- 罗水发源于岳阳县芭蕉乡坳背里，西南流至汨罗市大丘湾入汨罗江，长88公里，流域面积595平方公里。
- 昌江河又名梅仙水，源于平江上塔市黄桥村傅家洞墨家山。全长84公里，流域面积670平方公里，天然落差178.6米,平均坡降为0.52‰。流域面积670平方公里。

### 平江县境内支流

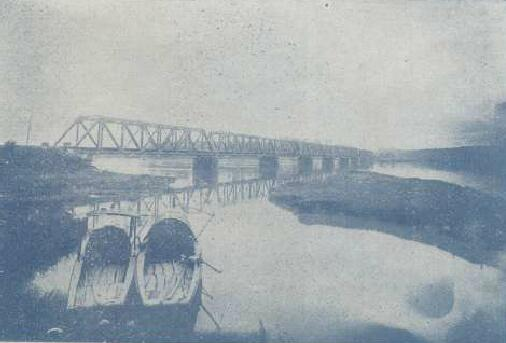
1934-1《铁展》，粤汉铁路湘鄂段汨罗第二四零号钢桥

- 木瓜河。源于县东北幕阜山脉南坡天岳关。集天岳、虹桥、木瓜乡的全部径流及长庆、咏生乡的部分径流，在木瓜乡上中村菩提岩与大坪水汇合。全长48公里，流域面积308平方公里，落差352.2米，平均坡降4.2‰。
- 大坪河。源于县北石牛寨三星村只角楼下。全长31公里，流域面积105平方公里，落差380.9米，平均坡降10.10‰。
- 曲溪水。源于县东南桥乡永联村仁家岭。全长33公里，流域面积100平方公里，落差368.8米，平均坡降5.1‰。
- 黄金河。源于县东南长寿启明村吊水尖下芭蕉坳。全长55公里，流域面积270平方公里，天然落差402.6米，平均坡降4.1‰。
- 钟洞河。源于县东北幕阜山脉南坡长庆乡高源村桃树土段。全长62公里，流域面积321平方公里，天然落差655.3米，平均坡降3.5‰。
- 丽江。源于县东南加义芦头林场平、浏交界的杉皮坳。流域面积113平方公里，天然落差308米，平均坡降7.5‰。
- 止马河。源于县南连云山脉南端福寿林场甑盖山。河道全长33公里，流域面积355平方公里，天然落差658米，平均坡降9.4‰。
- 清水。源水县南三阳乡清水片对坪村龙头尖下。河道长22公里，流域面积108平方公里，天然落差137米，平均坡降6.2‰。
- 仙江。源于县东北幕阜山西南脉五角山下显高村湘滨洞上蛇形。河长41公里，流域面积145平方公里，天然落差329.7米,平均坡降1.37‰。
- 曲江(余坪水)。源于县西北岑川巫峰尖东坡。河长20.6公里，流域面积125.41平方公里，平均坡降6‰。
- 车碓河。源于平江县城以西南长沙县境。河长41公里，流域面积344平方公里。

### 汨罗市境内支流
- 车对河
- 友谊河

## 注解
1. ↑  “汨”字為左氵右日，不是曰